# Eugenia cycloidea
Eugenia cycloidea är en myrtenväxtart som beskrevs av Ignatz Urban. Eugenia cycloidea ingår i släktet Eugenia och familjen myrtenväxter. Inga underarter finns listade i Catalogue of Life.